# Dorfstraße 1 (Steinbach, Burghaun)

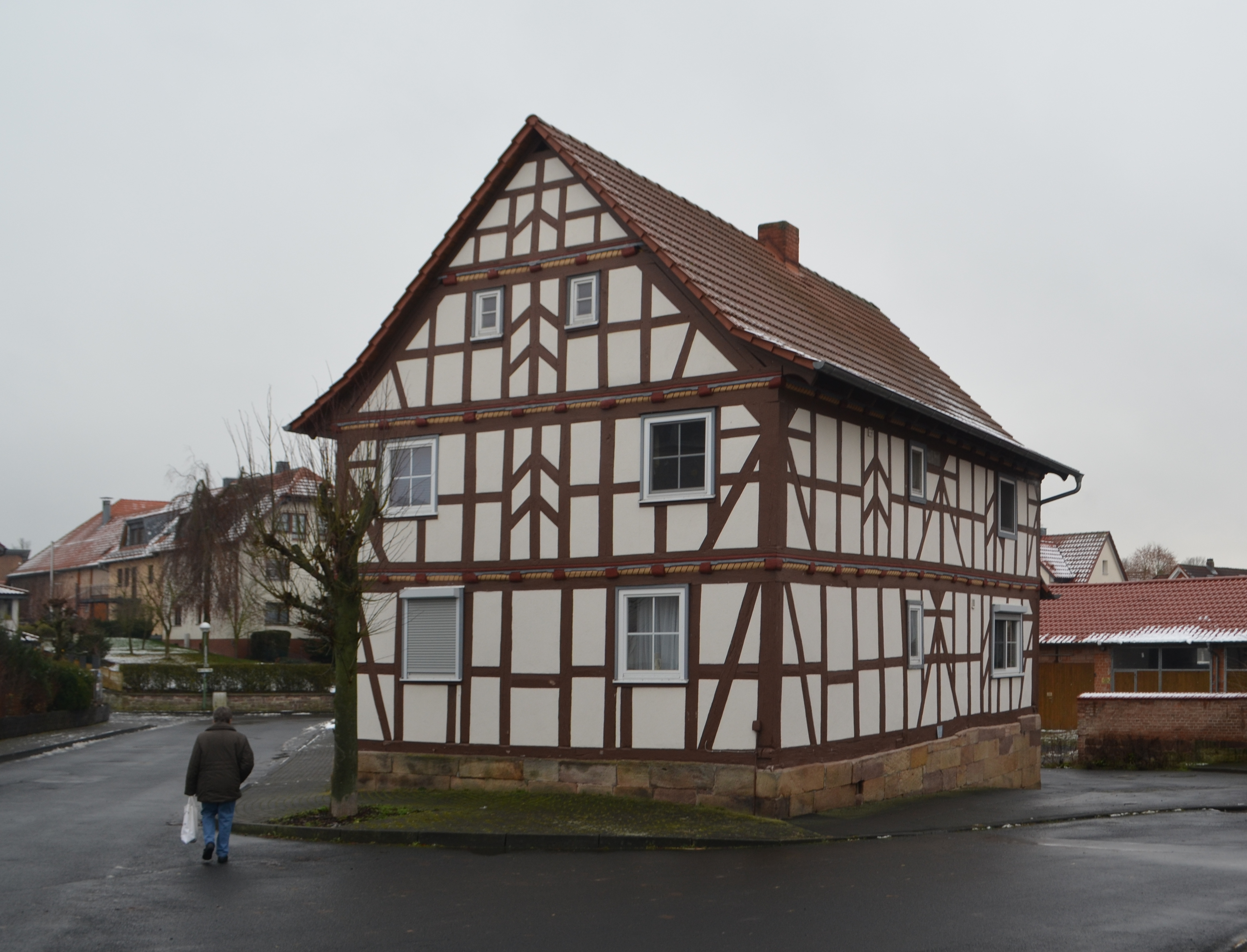
Fachwerkhaus Dorfstraße 1 in Steinbach

Das Gebäude Dorfstraße 1 in Steinbach, einem Ortsteil der Marktgemeinde Burghaun im osthessischen Landkreis Fulda, wurde 1781 errichtet. Das Fachwerkhaus ist ein geschütztes Kulturdenkmal.
Der zweigeschossige Satteldachbau mit Sichtfachwerk mit allseitigem Geschossüberstand besitzt ein regelmäßiges Gefüge mit Mannfiguren an Bund- und Eckständer und ein Fischgrätfachwerk  in der Mitte der jeweiligen Wandabschnitte. Die Gebälkzone ist profiliert. 
Der Eingangsvorbau ist jüngeren Datums und wurde dem Haus angepasst. Die Wirtschaftsgebäude des ehemaligen Bauernhofes wurden bei der Straßenerneuerung abgerissen.